# Cândido Procópio Ferreira de Camargo
Cândido Procópio Ferreira de Camargo (São Carlos,1922- São Paulo, 1987) foi um  sociólogo e demógrafo brasileiro.

## Vida
Graduado  em Direito pela USP (1945) e em Filosofia, pela PUC-SP (1949),
posteriormente tornou-se professor da Escola de Sociologia e Política e  da PUC-SP.
Em 1971, dirigiu o Centro de Estudos de Dinâmica Populacional (Cedip) da Universidade de São Paulo e, posteriormente, o Centro Brasileiro de Análise e Planejamento (Cebrap),  do qual foi um dos fundadores. 

## Realizações
Cândido Procópio  foi um dos primeiros membros da  Comissão de Justiça e Paz  da Arquidiocese de São Paulo :55 e era muito próximo ao cardeal Dom Paulo Evaristo Arns, uma das personalidades mais importantes da resistência à ditadura militar.  Em 1975, Procopio levou ao CEBRAP uma encomenda do cardeal Arns: um estudo que retratasse   de forma objetiva as condições da população pobre de São Paulo. Formou-se então uma equipe que trabalhou com grande inspiração e entusiasmo. "Vínhamos estudando o assunto sob diferentes ângulos, e o trabalho permitiu-nos sintetizar anos de pesquisa e reunir os vários fios da meada."  No ano seguinte, saiu o livro  São Paulo 1975: crescimento e pobreza, que  se tornou um  êxito editorial quase sem precedentes no país, apesar da censura então vigente. O  impacto do livro na opinião pública foi tão grande que muitos atribuíram  a bomba jogada nas instalações do Cebrap em 1976 a uma retaliação por parte dos aparelhos da repressão militar–policial. 
A  contribuição de Cândido Procópio na área da  sociologia da religião no Brasil  é considerada fundamental.Nos anos 1970 e 1980, realizou  estudos sobre o catolicismo, destacando os novos movimentos sociais e suas organizações de base, destacando-se o papel das Comunidades Eclesiais de Base]] (CEBs). A Teologia da Libertação e a "opção preferencial da Igreja Católica pelos pobres" tornam-se, então, o objeto privilegiado de estudos sobre o catolicismo nas ciências sociais no país.
Seu livro Católicos, Protestantes, Espíritas (1973) é considerado como um marco da  Sociologia da Religião no Brasil, por  conter o primeiro estudo concreto de um grande número de casos, amparado por uma teoria sociológica de peso, com uma importante contribuição para a metodologia weberiana.A obra teve como objetivo apresentar  o panorama religioso brasileiro e suas relações com o processo social inclusivo, destacando o pluralismo religioso como um  fato social novo no Brasil,  onde até então  havia uma espécie de monopólio do catolicismo.
Foi orientador acadêmico de intelectuais  destacados, tais como  Beatriz Muniz de Souza,  Antônio Flávio Pierucci e Reginaldo Prandi. Integrou as bancas de livre-docência de Maria Isaura Pereira de Queiroz, Fernando Henrique Cardoso, Florestan Fernandes, Paula Beiguelman, Paul Singer e outros.

## Escritos
- Kardecismo e umbanda.  Pioneira, 1961.
- Católicos, protestantes, espíritas. Vozes, 1973.
- Aspectos sociológicos del espiritismo en São Paulo. Oficina Internacional de Investigaciones Sociales de FERES, 1961
- Igreja e desenvolvimento. Cebrap, 1971